# Wang Mang
En aquest nom xinès, el cognom és 王 (Wang).
Wang Mang (xinès tradicional: 王莽, xinès simplificat: 王莽, pinyin: Wáng Măng) (45 aEC – 6 d'octubre del 23), nom de cortesia Jujun (巨君), va ser un oficial de la Dinastia Han que es va apoderar del tron de la família Liu i va fundar la Dinastia Xin (o Hsin, significant "nova") (新朝), manant des del 9 al 23 EC.
Després de la mort d'Ai, Wang Mang, el nebot de Wang Zhengjun va ser nomenat regent de l'emperador Ping (R. 1 aC - 6 dC), i quan Ping va morir l'any 6 dC, l'emperadriu vídua va nomenar Wang Mang com a emperador en funcions del nen Liu Ying (m. 25 dC). Wang va prometre renunciar al seu control a Liu Ying un cop aquest arribés a la majoria d'edat. Tot i aquesta promesa, i amb la protesta i revoltes de la noblesa, Wang Mang va afirmar que el diví Mandat del cel manava el final de la dinastia Han i la començament de la seva pròpia: la dinastia Xin.

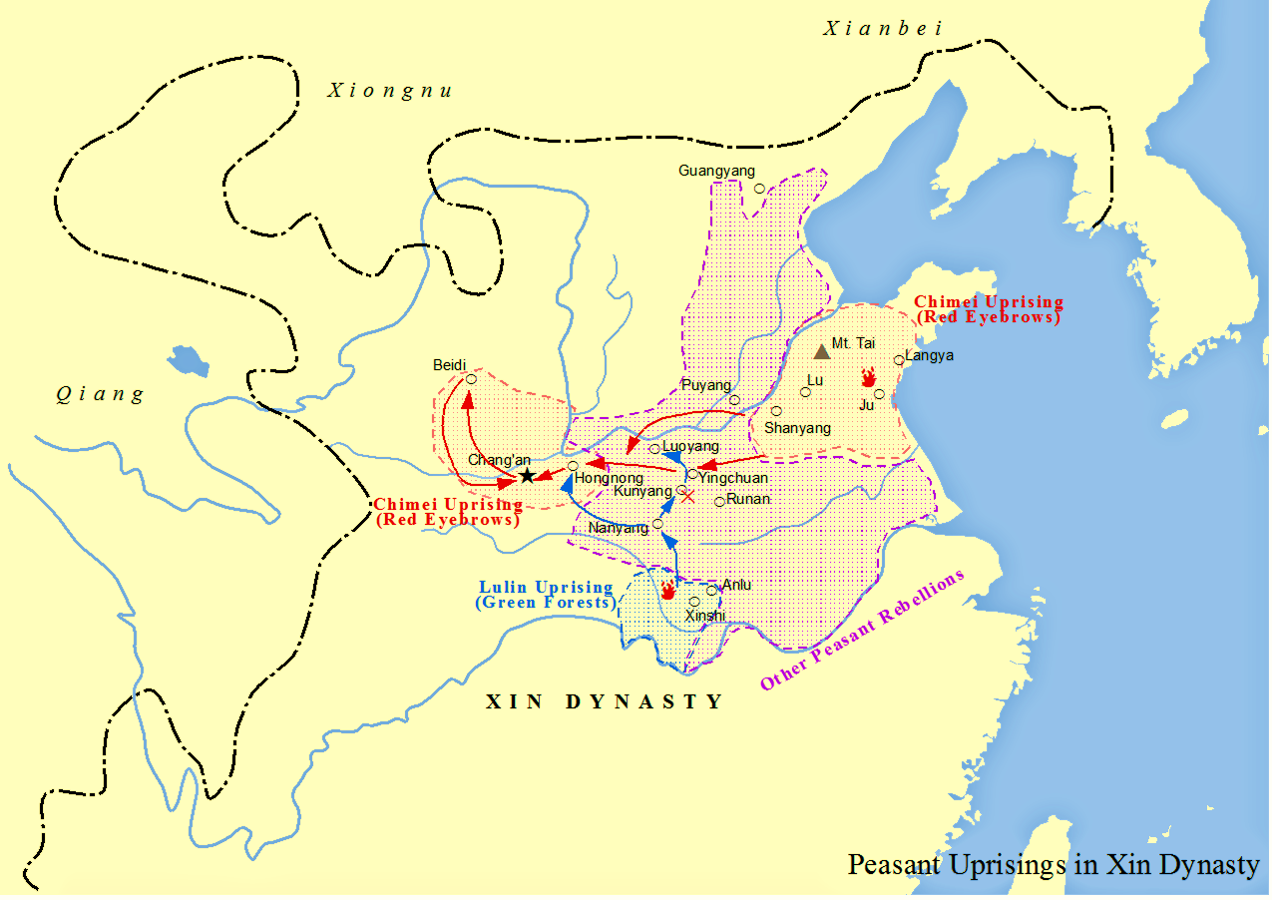
Revoltes durant la dinastia Xin

Wang Mang va iniciar una sèrie d'importants reformes que finalment van fracassar. Aquestes reformes inclouen prohibir l'esclavitud, la nacionalització de la terra per distribuir en parts iguals entre les llars, i la introducció de noves monedes, un canvi que devaluà el valor de la moneda. Malgrat aquestes reformes van provocar una considerable oposició, el règim de Wang va caure amb les inundacions massives de c. 3 i 11. L'acumulació gradual de sediments al riu Groc havia elevat el seu nivell d'aigua i aclaparat les obres de control d'inundacions. La divisió del riu Groc en dues noves sucursals: una desembocadura al nord i l'altre al sud de la península de Shandong, encara que els enginyers aconseguiren embassar la branca sud de la presa l'any 70. La inundació va desallotjar milers de camperols que es va unir als bandits errants i els grups rebels com els celles Roges per sobreviure.
A principis de l'any 23, Liu Xuan va ser proclamat emperador Gengshi de Han i Wang Mang va enviar al seu cosí Wang Yi i al seu primer ministre Wang Xun amb uns 430.000 homes amb la intenció d'aixafar el nou règim Han reconstituït. Les forces Han estaven en dividides en dos grups, el primer, dirigit per Wang Feng, Wang Chang i Liu Xiu, que es van retirar a Kunyang, i un segon encaçalat per Liu Yan, que assetjava Wancheng. Els rebels de Kunyang van derrotar els Xin a la batalla de Kunyang i per tot l'imperi la gent es va aixecar i en un mes la major part de l'imperi s'havia escapat del control de Xin. Els exèrcits de Wang Mang foren incapaços de reprimir a aquests grups rebels i finalment, una multitud d'insurgents va irrompre en el Palau de Weiyang i van matar Wang Mang.
La dinastia Han va ser restaurada després del seu enderrocament i el seu govern marca la separació entre la dinastia Han Occidental (abans de Xin) i la dinastia Han Oriental (després de Xin). Alguns historiadors han considerat tradicionalment a Wang com un usurpador, mentre que altres l'han retratat com un reformador social visionari i desinteressat. Encara que va ser un savi erudit confucià que va intentar posar en pràctica la societat harmoniosa que va veure en clàssics, els seus esforços van acabar en el caos.
Wang va nàixer una família distingida, però el seu pare va faltar quan ell era jove i només va exercir en posts menors fins que va ser fet marquès en el 16 aEC.